# رالی داکار
رالی داکار (به فرانسوی: Le Rallye Dakar یا Le Dakar)، معتبرترین و بزرگ‌ترین رالی رقابت‌های جهانی ورزش اتومبیلرانی و موتورسواری حرفه‌ای است که هم‌اکنون به میزبانی کشور عربستان سعودی برگزار می‌شود.

 این مسابقات سالانه توسط سازمان ورزش آماتوری برگزار می‌شود.
این مسابقات که هرساله برگزار می‌شود یک رویداد استقامتی آفرود است.

مسیری که رانندگان از آن عبور می‌کنند بسیار دشوارتر از مسیری است که در مسابقات معمولی رالی مورد استفاده قرار می‌گیرد و وسایل نقلیه مورد استفاده معمولاً وسایل نقلیه مخصوص مسابقات آفرود هستند.

مسافت هر مرحله (براساس هر سال متفاوت است) از مسافت‌های کوتاه تا ۸۰۰–۹۰۰ کیلومتر متغیر است (۵۰۰–۵۶۰ مایل). صحرا، خستگی راننده و عدم مهارت معمولاً منجر به تصادفات و صدمات جدی می‌شود.

## تاریخچه
نام رالی داکار ابتدا در سال ۱۹۷۹ میلادی و به ابتکار یک فرانسوی بنام تیری سابین راه‌اندازی شد. ماجرا از آنجا شروع شد که تیری سابین که یک اتومبیلران بود در صحرای داکار گم شد و این فکر به ذهنش خطور کرد که این مکان می‌تواند مکان مناسبی برای برگزاری رالی سالانه باشد. به دلیل اینکه کاروان طویل شرکت‌کنندگان، کار خود را از شهر پاریس در کشور فرانسه آغاز می‌کردند و در کنار سواحل دریای داکار، پایتخت کشور سنگال به پایان می‌رساندند، این رالی، «پاریس - داکار» نام گرفته بود.
با توجه به مسائل سیاسی و برخی از فاکتورهای دیگر مسیر اولیه طی سال‌ها چندین بار تغییر کرد. اما در سال ۱۹۹۴ زمانی که این رالی هم در پاریس آغاز شد و هم در این شهر به پایان رسید انتقادات فراوانی را به همراه داشت و موجب شد تغییرات اساسی در مسیر این رالی ایجاد شود.
مسابقات رالی داکار در سال ۲۰۰۸ میلادی در پی تهدیدهای گروه‌های اسلام‌گرای افراطی وابسته به القاعده مبنی بر انجام عملیات تروریستی، برای اولین بار نیمه کاره رها شد و غمبارترین دوره این رقابت‌ها هم قلمداد شد. چرا که در پی تهدیدهای اولیه گروه القاعده و جدی گرفته نشدن این امر از سوی برگزار کنندگان، انفجار چند بمب در مسیر این رقابت‌ها موجب مرگ یک راننده فنلاندی شد و به این ترتیب برگزار کنندگان رقابت‌ها ادامه آن را به صلاح ندانستند. برگزار کنندگان فرانسوی این مسابقات تصمیم گرفتند تا رالی معروف خود را به آمریکای لاتین منتقل کنند. از این روی، برای نخستین بار در سال ۲۰۰۹ میلادی و در تاریخ سی ساله این مسابقات، صحراها و مناطق کویری کشورهای آرژانتین و شیلی، جانشین دشت‌ها و صحراهای کشورهای آفریقایی شدند.